# HD 7925
HD 7925，又名BD+75 59，SAO 4387、HR 381，是一颗恒星，视星等为6.38，位于銀經124.79，銀緯13.48，其B1900.0坐标为赤經1h 13m 51.5s，赤緯+75° 13.48′ 53″。